# Saint-Marcel (Ardennes)
Saint-Marcel ist eine französische Gemeinde mit 320 Einwohnern (Stand 1. Januar 2022) im Département Ardennes in der Region Grand Est (vor 2016 Champagne-Ardenne). Sie gehört zum Arrondissement Charleville-Mézières, zum Kanton Rocroi und zum Gemeindeverband Vallées et Plateau d’Ardenne.

## Geografie
Der Ort liegt im 2011 gegründeten Regionalen Naturpark Ardennen. Umgeben wird Saint-Marcel von den Nachbargemeinden Remilly-les-Pothées im Norden, Ham-les-Moines und Haudrecy im Nordosten, Sury im Osten, This im Südosten, Neuville-lès-This im Süden, Clavy-Warby im Südwesten sowie Neufmaison im Westen.

## Bevölkerungsentwicklung
| Jahr                       | 1962 | 1968 | 1975 | 1982 | 1990 | 1999 | 2006 | 2019 |
| Einwohner                  | 186  | 194  | 180  | 265  | 309  | 325  | 329  | 335  |
| Quellen: Cassini und INSEE |      |      |      |      |      |      |      |      |

## Sehenswürdigkeiten
- Kirche Saint-Marcel, erbaut im 16. Jahrhundert, Monument historique seit 1911[1]
- Chapelle de Giraumont, erbaut von 1506 bis 1513, Monument historique seit 1972[2]
- Allée couverte von Giraumont, bei Ausgrabungen 1958 entdeckte Megalithanlage, Monument historique seit 1960[3]

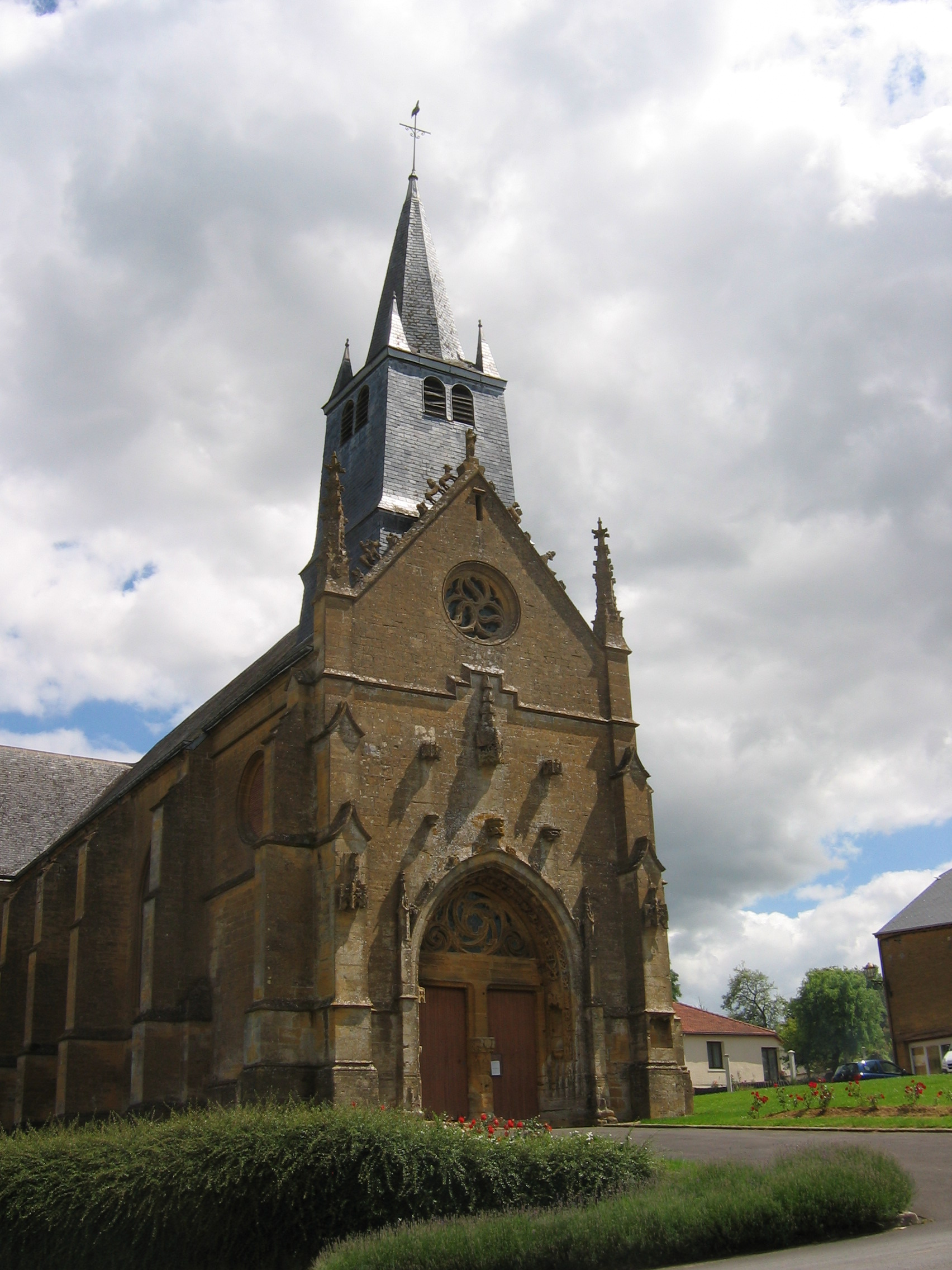
Kirche Saint-Marcel
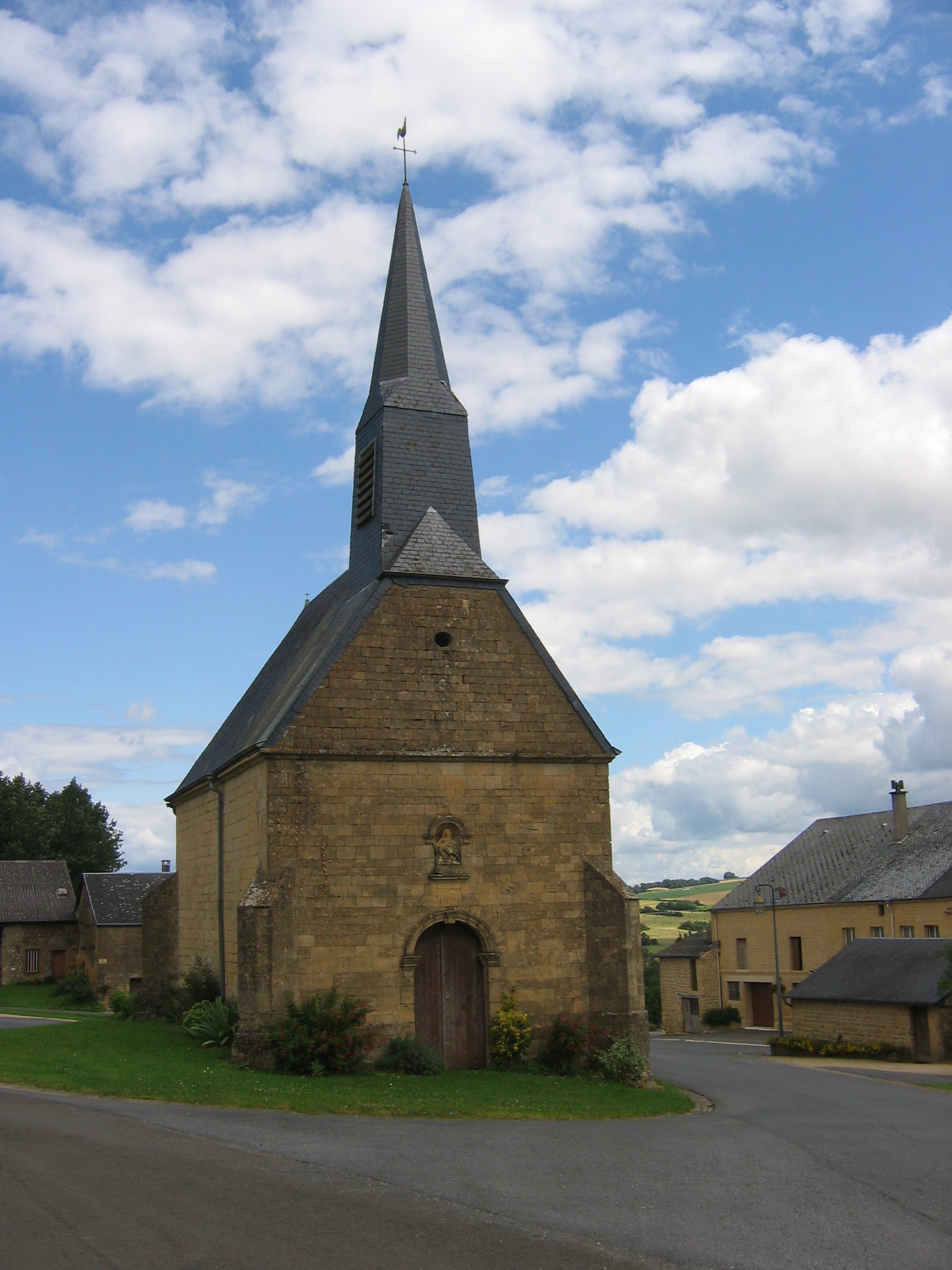
Chapelle de Giraumont
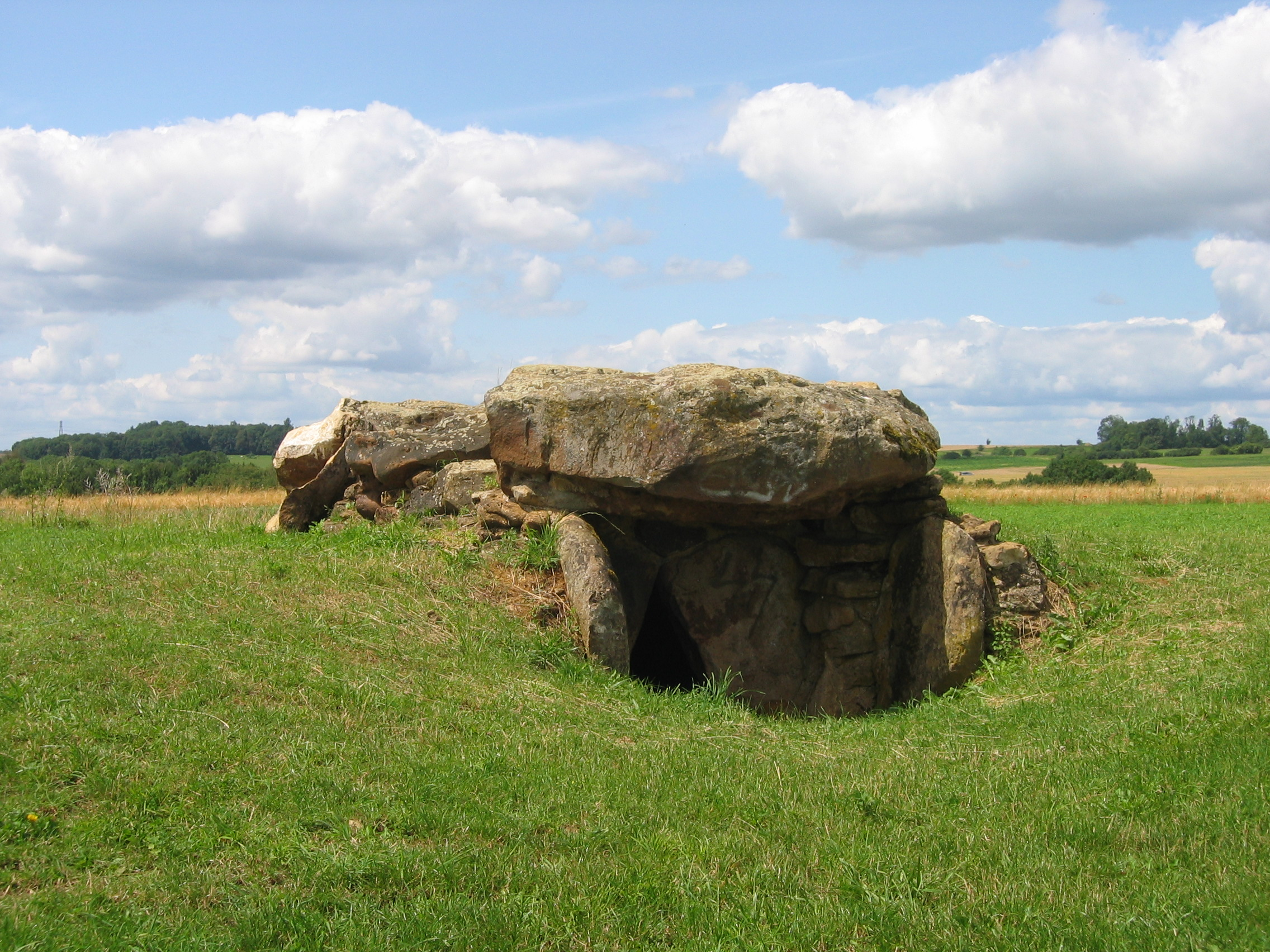
Allée couverte von Giraumont